# 周祠
周祠位於四川省滬州市合江縣九支鎮，文物遺址年代判定為近代。2002年12月27日公佈為四川省第六批省級文物保護單位。